# 鬼使神差 (2007年電影)
《鬼使神差》（英語：The Messengers）是一部2007年的超自然恐怖电影，由彭氏兄弟执导，山姆·雷米担任制片人。主演有克莉絲汀·史都華、約翰·科貝特、威廉·B·戴维斯（William B. Davis）、迪倫·麥狄蒙、卡特·科尔贝克（Carter Kolbeck）和佩内洛普·安·米勒（Penelope Ann Miller）。电影讲述了在北达科他州一个看似宁静的向日葵农场上，一股不祥的黑暗力量入侵，导致农场主人所罗门一家陷入猜疑、混乱和謀殺之中。
该片于2007年2月2日上映，DVD于2007年6月5日发行。影片在加拿大薩斯喀徹溫省阿伯内西（Abernethy）附近的卡佩勒山谷拍摄。电影的圖像小說改编版于2007年1月由黑马漫画出版，由杰森·霍尔（Jason Hall）编写，凯利·琼斯（Kelley Jones）绘制。前传《鬼使神差2》于2009年上映。

## 剧情
一位惊恐的母亲、女儿和年幼的儿子正在收拾行李准备逃跑时，遭遇了未知袭击者，全家被杀。
五年后，所罗门一家从芝加哥搬到位于北达科他州小镇附近的房子里，罗伊·所罗门希望在这里开始向日葵农场的生活。由于两年前杰丝酒后驾驶接小弟本时发生车祸，导致本严重受伤并从此失语，罗伊和妻子丹妮丝与杰丝之间存在着紧张关系。家庭经济因本的医疗费用而陷入困境，罗伊认为搬到农场有助于家庭的康复。
不祥的事件接连发生。成群的乌鸦不断袭击房屋，其中一些袭击了罗伊，但被附近的流浪汉约翰·伯威尔赶跑，罗伊于是雇佣了他作为农场工人。杰丝和本被遭到谋杀的母子鬼魂困扰，杰丝还发现了一个带有母亲照片的挂坠。当杰丝被小男孩鬼魂袭击时，她去医院就医。医生认为这些伤口是她自己造成的。她的父母不相信她关于鬼魂的说法，引发了一场激烈的争吵。杰丝逃到镇上，与新朋友鲍比一起逛街。与此同时，约翰被成群的乌鸦攻击后失去意识。丹妮丝在屋里看到了母亲的鬼魂，终于相信了杰丝的说法。
杰丝在当地商店看到一张报纸剪报，认出挂坠中的母亲就是上面的女人。剪报显示，父亲正是约翰·伯威尔，真实身份是约翰·罗林斯——他在精神错乱时谋杀了全家人（正如电影开头所展示的那样）。
与此同时，约翰醒来，看到丹妮丝匆忙离开房子，这让他想起了妻子当时试图逃离他的情景。他被封闭的记忆恢复了，攻击了丹妮丝，误认为她是他的妻子。丹妮丝和本躲在地窖里。当鲍比和杰丝到达时，约翰打晕了鲍比，杰丝也躲进地窖。丹妮丝向杰丝道歉，表示自己不应该不相信她。约翰打破地窖的门，怒吼着不会让家人离开他。
罗伊回到家，被约翰用草叉刺伤。随着地板上冒出的泥浆（鬼魂存在的象征），杰丝与约翰搏斗，将他踢倒在泥浆中，他的亡灵家人从泥中升起，将他拖入泥中。约翰抓住杰丝的腿试图将她一同拖入，但罗伊和丹妮丝救了她。
最终，一切恢复正常。罗伊的伤势痊愈，乌鸦不再攻击，鬼魂消失，本也恢复了说话能力。所罗门一家收获了丰收，过上了幸福的生活。

## 演员
- 克莉絲汀·史都華 饰 杰西卡“杰丝”所罗门
- 迪倫·麥狄蒙 饰 罗伊·所罗门，杰丝的父亲
- 佩内洛普·安·米勒（Penelope Ann Miller） 饰 丹妮丝·所罗门，杰丝的母亲
- 約翰·科貝特 饰 约翰·伯威尔/约翰·罗林斯
- 威廉·B·戴维斯（William B. Davis） 饰 科尔比·普莱斯
- 布伦特·布里斯科（Brent Briscoe） 饰 普卢姆
- 伊万·特纳（Evan Turne）和西奥多·特纳（Theodore Turner） 饰 本·所罗门，杰丝的弟弟
- 達斯汀·米利根 饰 鲍比
- 乔黛尔·弗兰 饰 迈克尔·罗林斯
- 迈克尔·丹杰菲尔德（Michael Daingerfield） 饰 警察
- 塔蒂亚娜·马斯拉尼 饰 琳赛·罗林斯
- 雪莉·麦克奎因（Shirley McQueen） 饰 玛丽·罗林斯
- 基里亚·罗宾逊（Kieria Robinson） 饰 凯蒂·特纳

## 制作
电影中使用了渡鸦而不是乌鸦，但角色在电影中称之为“乌鸦”。制作团队无法获得训练有素的乌鸦来拍摄某些场景。
影片最初由托德·法默（Todd Farmer）撰写，剧本名为《稻草人》（The Scarecrow），原本是一部心理惊悚片，而不是超自然恐怖片。故事讲述一家人在农场上受困于经济问题和恶劣天气季节。当家长在田地里竖起一个奇怪的稻草人时，情况开始发生变化。然而，接着人们开始被杀，主角怀疑稻草人是元凶。最终揭示出，主角实际上是自己造成了这些杀戮。
剧本被卖给了革命工作室（Revolution Studios）。导演帕特里克·卢西尔（Patrick Lussier）签约拍摄，并在故事中加入了超自然元素。革命工作室随后找来了史都華·比提重新编写剧本。“我当时的构思是‘恐怖版的《美丽心灵》’”，法默说，“而他们想要的是‘农场版的《闪灵》’。”革命工作室随后将其卖给了鬼屋电影公司（Ghost House Pictures），他们聘请了马克·惠顿（Mark Wheaton）再次修改剧本。制片人山姆·雷米对《顫慄》中表现出的工作印象深刻，于是向亞歷山大·阿甲推荐了这部电影。阿甲拒绝了这部电影，转而执导了《隔山有眼》。原剧本除了农场场景和人物名字外，没有在重写中幸存下来。
原版《稻草人》剧本最终作为前傳《鬼使神差2》的基础。

## 发行

### 家庭媒体
电影于2007年6月5日发行了DVD和藍光光碟。额外内容有评论音轨和7个制作特辑。
2012年11月6日，Mill Creek Entertainment再次发行了该片的蓝光版。该版本有与2006年《自由國度》的两片联映，这也是后者首次以蓝光形式发行。

## 评价

### 票房
《鬼使神差》在2007年2月2日至4日的周末票房排名第一。上映首周末票房收入为1470万美元。电影总票房为5500万美元。

### 评论
在影评聚合网站爛番茄上，83位评论家的11%给出了好评，平均评分为3.8/10。网站的共识认为：“《鬼使神差》是一部气氛浓厚但模仿了无数其他恐怖电影的作品。”Metacritic网站使用加权平均数，为该片打出34分（满分100分），基于16位评论家的评价，表示“普遍不利的评价”。通过影院评分调查的观众给该片的评分平均为C−（最高A+到最低F）。
影评人奈杰尔·弗洛伊德（Nigel Floyd）在《Time Out》杂志中写道：“许多场景感觉过于熟悉，而惊吓情节也有些勉强。”IGN电影（IGN Movies）在其评论中写道：“这就是农场版的《咒怨》。”并总结道：“《鬼使神差》的问题在于它几乎没有提供任何新的东西。”《影音俱樂部》的斯科特·托比亚斯（Scott Tobias）写道，电影“在技术上足够熟练，能够提供必要的惊吓，但既視感笼罩着电影，就像电影中那些步履蹒跚的鬼魂一样，难以摆脱我们之前看过这部电影的印象。”为《Reel Views》撰稿的詹姆斯·贝尔丹奈利（James Berardinelli）写道：“《鬼使神差》大量借鉴了其他恐怖电影，几乎没有留下任何原创空间。”

## 前传
前传《鬼使神差2》于2009年7月21日发行。影片的主要角色是罗林斯一家人。主演有諾曼·李杜斯和澳大利亚女演员克莱尔·霍尔特。

## 漫画
《鬼使神差》的漫画版于2007年1月由黑马漫画出版。